# Gojirasaurus quayi
Il gojirasauro (Gojirasaurus quayi Carpenter, 1997) era un dinosauro carnivoro appartenente ai celofisoidi. Visse nel Triassico superiore (Norico, circa 215 milioni di anni fa) e i suoi resti fossili sono stati ritrovati in Nuovo Messico. È considerato uno dei primi grandi dinosauri carnivori.

## Descrizione
L'esemplare su cui si basa la descrizione di Gojirasaurus è incompleto e consta di un dente seghettato, costole, vertebre, un arco neurale piuttosto alto, un osso della coda (chevron), la scapola destra, il pube destro, parte di una zampa posteriore e due probabili "costole ventrali" (gastralia). Nonostante l'incompletezza, i paleontologi sono stati in grado di ricostruire l'animale basandosi su altri dinosauri simili: probabilmente il Gojirasauro era un dinosauro carnivoro lungo oltre 6 metri, dalla corporatura snella, con coda e collo allungati e forti zampe posteriori dotate di artigli. In generale, l'aspetto doveva essere simile a quello di un Coelophysis gigante. Si presume che l'esemplare noto fosse immaturo, a causa della mancata fusione delle vertebre.

## Classificazione
Descritto nel 1997 da Kenneth Carpenter, questo dinosauro è stato attribuito ai celofisioidi, un gruppo di dinosauri carnivori primitivi caratteristici del Triassico e della prima parte del Giurassico. Gojirasaurus doveva essere un vero gigante tra i celofisioidi del Triassico (da qui il nome Gojirasaurus, ovvero "lucertola Godzilla"), paragonabile al solo Liliensternus, e le sue dimensioni furono raggiunte da questo gruppo solo con forme note nel Giurassico (come il Dilophosaurus, con cui forse è strettamente imparentato).